# Aeroporto de Artigas
O Aeroporto Internacional de Artigas (IATA: ATI, ICAO: SUAG), é um aeroporto localizado na cidade de Artigas, Uruguai, e serve a cidade de Artigas.